# 大頭尾鯙
大頭尾鯙（学名：Uropterygius macrocephalus），又名巨鰭尾鯙、錢鰻、薯鰻、虎鰻，輻鰭魚綱鰻鱺目鯙亞目鯙科的其中一種，其种加词“macrocephalus”意为“大头的”。分布於印度太平洋區，從留尼旺、模里西斯至社會群島海域，棲息深度1-14公尺，體長可達45公分，為底棲性魚類，生活在臨海礁石區，屬肉食性，生活習性不明，可作為觀賞魚。